# حسن كامارا
حسن كامارا (بالفرنسية: Hassane Kamara)‏ (مواليد 5 مارس 1994) هو لاعب كرة قدم محترف يلعب كظهير أيسر لنادي واتفورد على سبيل الإعارة من نادي أودينيزي. ولد في فرنسا، ويلعب مع منتخب ساحل العاج.